# Intercommunale voor Slib- en Vuilverwijdering van Antwerpse Gemeenten
De Intercommunale voor Slib- en Vuilverwijdering van Antwerpse Gemeenten (ISVAG) is een intercommunale die in Antwerpen, Mortsel, Boom, Puurs, Niel en Hemiksem actief is voor de ophalen en verwerking van huishoudelijk restafval. Het bedrijf werd in 1975 opgericht en verwerkt jaarlijks ca. 144.000 ton huishoudelijk restafval.
De verwerking van dit afval gebeurt in een afvalverbrandingsinstallatie met energierecuperatie. Hiervoor werkt Isvag samen met Engie Electrabel.